# Provincia di Inquisivi
La provincia di Inquisivi è una delle 20 province del Dipartimento di La Paz nella Bolivia occidentale. Il capoluogo è la città di Inquisivi.
Al censimento del 2001 possedeva una popolazione di 59.495 abitanti.

## Geografia antropica

### Suddivisioni amministrative
La provincia è suddivisa in 6 comuni:
- Cajuata
- Colquiri
- Ichoca
- Inquisivi
- Quime
- Licoma Pampa